# لكرادة (لعلاليش)
لكرادة هو دُوَّار يقع بجماعة ابن معاشو، إقليم برشيد، جهة الدار البيضاء سطات في المملكة المغربية. ينتمي الدوّار لمشيخة لعلاليش التي تضم 6 دواوير. يقدر عدد سكانه بـ 684 نسمة حسب الإحصاء الرسمي للسكان والسكنى لسنة 2004.

## روابط خارجية
- البوابة الوطنية للجماعات الترابية نسخة محفوظة 12 مارس 2018 على موقع واي باك مشين.
- المندوبية السامية للتخطيط